# Linda Christian
Blanca Rosa Henrietta Stella Welter Vorhauer (Tampico, Tamaulipas, 13 de noviembre de 1923-Palm Springs, California, 22 de julio de 2011), conocida como Linda Christian, fue una actriz mexicana. 
Desarrolló su carrera en Estados Unidos y participó en varias películas del cine clásico de Hollywood. Su hermana menor Ariadne Welter también se convirtió en actriz, pero ella eligió hacer su carrera en México. Welter logró el reconocimiento siendo una de las actrices que formaron parte de la Época de Oro del cine mexicano.

## Biografía y carrera
Blanca Rosa Henrietta Stella Welter Vorhauer nació el 13 de noviembre de 1923 en Tampico, Tamaulipas, México, siendo hija del ingeniero neerlandés Gerardus Jacob Welter, que trabajaba como ejecutivo en la Royal Dutch Shell, y de la mexicana Blanca Rosa Vorhauer Villalobos, que era de ascendencia española, alemana y francesa.
La familia Welter estuvo viviendo en diferentes lugares como Europa, América del Sur y África. Como resultado de este estilo de vida nómada, Christian se convirtió en una políglota que logró hablar con fluidez español, francés, alemán, neerlandés, inglés, italiano, e incluso un poco de árabe y ruso.
Linda Christian tenía tres hermanos menores: Gerardus Jacob (1924), Ariadna Gloria (1930-1998) y Edward Albert (1932).
Su única aspiración en su juventud era convertirse en médica. Después de graduarse en la escuela secundaria tuvo un encuentro fortuito con su ídolo Errol Flynn, con quien inició relaciones, lo que conllevó a renunciar a sus esperanzas de ingresar en la profesión médica. Se fueron a Hollywood, y así comenzaría su carrera como actriz.
Poco después de llegar a Hollywood fue descubierta por la secretaria de Louis B. Mayer en un desfile de moda en Beverly Hills. Él le ofreció, y ella aceptó, un contrato de siete años con la MGM.

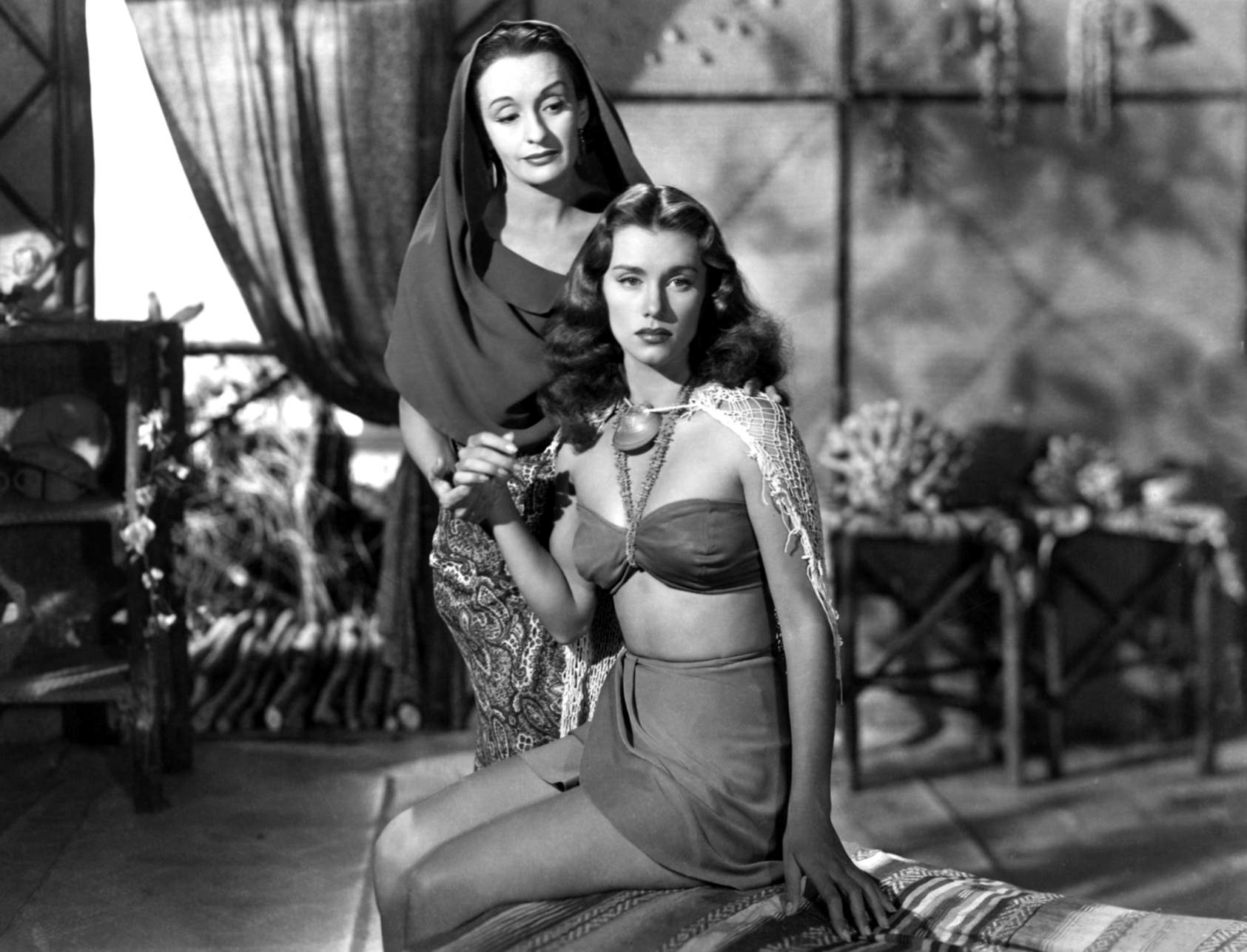
Christian junto a Andrea Palma, en Tarzan and the Mermaids (1948).

Hizo su debut cinematográfico en la comedia musical de 1944 Up in Arms, coprotagonizada por Danny Kaye y Dinah Shore. Esta película también pasó a ser la primera película de Danny Kaye. Después de esta película, le sucedieron Holiday in Mexico de 1946, Green Dolphin Street en 1947, y la que fue quizá su película más conocida: Tarzan and the Mermaids (1948).
Fue la primera chica Bond, en el año 1954, en el telefilme Casino Royale. La fama de Linda Christian, sin embargo, se hizo más patente con su matrimonio (y divorcio) con el popular actor de películas Tyrone Power. Ambos tuvieron dos hijas, Taryn Power (actriz) y Romina Power (cantante), que más tarde se convertiría junto con su futuro marido Al Bano en el dúo más famoso de Italia. 
Un mes después de divorciarse de Tyrone Power, Christian fue vista con el piloto de carreras español Alfonso de Portago, quien estaba casado con la estadounidense Carroll de Portago (más tarde Carroll Petrie). Carroll había dado a luz recientemente al segundo hijo de «Fon», Anthony. De Portago también estaba saliendo con la modelo Dorian Leigh, madre de su hijo ilegítimo, Kim. Linda fue fotografiada con De Portago en la carrera de autos Mille Miglia de 1957. La foto muestra a Christian inclinándose para besar a «Fon» antes de que éste partiese y estrellase su Ferrari, matándose a sí mismo, a su navegador Ed Nelson y a nueve espectadores en el proceso. La prensa etiquetó la foto como «El beso de la muerte». De Portago tenía 28 años. Su exmarido, Tyrone Power, murió al año siguiente de un ataque al corazón a los 44 años de edad. Christian se casó más tarde en Roma con el actor británico Edmund Purdom, pero el matrimonio duró poco tiempo.
En 1962, publicó su autobiografía, Linda, My Own Story. 

### Muerte
Retirada del mundo del espectáculo, el 22 de julio de 2011 murió de cáncer de colon en Palm Springs en California, al cuidado de su hija, Romina Power.

## Filmografía selecta
- The Rock of Souls (1942)
- Up in Arms (1944)
- Holiday in Mexico (1946)
- Green Dolphin Street (1947)
- Tarzan and the Mermaids (1948)
- The Happy Time (1952)
- Athena (1954)
- Thunderstorm (1956)
- Peter Voss, Hero of the Day (1959)
- The House of the Seven Hawks (1959)
- The Devil's Hand (1962)
- The V.I.P.s (1963)
- The Beauty Jungle (1964)
- The Moment of Truth (1965)